# Сергеев, Александр Васильевич
Александр Васильевич Сергеев — навалоотбойщик шахты имени Кирова комбината «Востсибуголь» Министерства угольной промышленности восточных районов СССР, Герой Социалистического Труда.

## Биография
Родился в 1909 году в шахтёрском посёлке Гришево (ныне - в черте Черемхова). 
Работал на шахте имени Кирова близ города Черемхово Иркутской области в одноименном угольном бассейне подсобным, забойщиком, навалоотбойщком. В 1948 году вместе с несколькими другими шахтёрами (Негодяевым, Костецким и Головановым) в числе первых рабочих области был удостоен звания Героя Социалистического Труда с вручением ордена Ленина и медали «Серп и Молот»
Почётный шахтёр СССР (1947). 